# Бойцов, Иван Никитович
Ива́н Ники́тович Бойцо́в (1918, Минькино, РСФСР — 27 февраля 1940, Выборгская губерния, Финляндия) — красноармеец 7-й роты 278-го мотострелкового полка 17-й мотострелковой дивизии 13-й армии. В феврале 1940 года во время Зимней войны участвовал в штурме опорного пункта противника, был неоднократно ранен, но несмотря на это первым достиг дота и заглушил его гранатами. В ходе этой атаки погиб, в том же году посмертно удостоен звания Герой Советского Союза.

## Биография
Иван Никитович Бойцов родился в 1918 году в семье русского крестьянина в селе Минькино. После окончания средней школы работал в колхозе.
С началом Советско-финской войны в ноябре 1939 года призван в Красную Армию. Службу проходил в 7-й роте 278-го мотострелкового полка 17-й мотострелковой дивизии 13-й армии. Боевое крещение Бойцов получил в наступлении у реки Пуннус-Йоки за овладение укреплённой полосой противника, когда под сильным пулемётным и миномётным огнём его рота вынуждена была залечь. Бойцов воодушевил товарищей и поднял их в атаку, которая вынудила противника отступить.

Мы сильны правотой дела и сокрушим врага. Что касается меня, то будьте уверены: ради нашей победы не пощажу себя, хоть жить дьявольски хочется— И. Н. Бойцов в одном из писем с фронта.
27 февраля 1940 года в бою за прорыв и овладение укреплённым районом на реке Салмен-Каита 7-я рота, в которой проходил службу Иван Бойцов, получила приказ уничтожить дот, мешавший продвижению батальона. Отобрав двадцать бойцов в штурмовую группу, старший политрук Чернобровин повёл их в атаку. Бойцов шёл в атаку в первых рядахс красным флажком, закреплённым на штыке, и был ранен в руку: несмотря на это, он первым достиг огневой точки, установил на ней красное знамя, был вторично ранен, но всё равно забросал дот гранатами. При выполнении задания он погиб. Подвиг Бойцова воодушевил бойцов 7-й роты, те окружили дот и захватили его.
Похоронен Иван Бойцов в братской могиле вблизи посёлка Вещево Выборгского района Ленинградской области. На надгробной плите указано неверное отчество — Николаевич.

## Награды и память
За свой подвиг Иван Бойцов 7 апреля 1940 года был посмертно награждён званием Герой Советского Союза с вручением медали «Золотая звезда» и Ордена Ленина.
Деревня Йоэнсуу была переименована в посёлок Бойцово. Именем И. Н. Бойцова названа улица в Пестово, также в одном из скверов города установлен бюст героя. Осенью 1942 года жители Пестовского района собрали деньги на создание танковой колонны, получившей название «Ленинградский колхозник». Один из танков получил имя в честь И. Н. Бойцова.

### Комментарии
1. ↑  Отчество Никитович приводится в официальных документах и других авторитетных источниках, однако отчества от русских имен на -а с морфом -овыч (Никитович, Саввович) противоречат литературной норме. В данном случае, отчество, соответствующее правилам грамматики русского языка, Никитич[1].